# ماري كادوغان
ماري كادوغان (30 مايو 1928 -29 سبتمبر 2014) كاتبة إنجليزية. كتبت على نطاق واسع عن الخيال الشعبي وخيال الأطفال بما في ذلك السير الذاتية لمبدعي ويليام براون (ويليام فقط)

## السيرة الذاتية
ولدت ماري سمرسبي في برينتفورد.
بدأت العمل في بي بي سي قبل الحرب العالمية الثانية والتقت بالعديد من المدخلين المشهورين في ذلك الوقت، وعملت فيما بعد على برمجة المدارس. في عام 1958 بدأت ش العمل لدى الفيلسوف الهندي كريشنامورتي وبقي لمدة عشرين عاما تقريبا.
ماري كادوجان بدأت حياتها المهنية الكتابة في وقت متأخر ولكن كتابها الأول أنت طابوقة، أنجيلا! كان نجاحًا فوريًا. وقد ظهرت مقالاتها عن تاريخ خيال الأطفال في عدد من المجلات. كتبت سيرة ذاتية بارزة لريتشمال كرومبتون، الذي كتب فقط ويليام . التقت بها لأول مرة في أواخر الأربعينيات، لكنها ذكرت أنها كانت تخجل من طرح أي أسئلة حول كتاباتها
كانت محررة في مجلة فقط مجتمع ويليام لسنوات عديدة كما قامت بتحرير المجلة خلاصة كتاب جامعي القصص بين عامي 1987 و 2005. كما كانت عضوًا في فريق نادي لندن القديم للكتابتها، بما في ذلك تعاونها مع باتريشيا كريغ، غطت مجموعة واسعة من الخيال الشعبي.
تمت مقابلتها في برنامج غايلز براندريث في الذكرى المئوية لبيلي بونتر الذي تم بثه على راديو بي بي سي 4 في عام فبراير 2008.
كان لديها وصفة كعكة الجزر 5 نجوم على بي بي سي، مع أكثر من 1500 مراجعة. ولدت ماري سمرسبي في برينتفورد.
بدأت العمل في بي بي سي قبل
التقت الحرب العالمية الثانية بالعديد من المدخلين المشهورين في ذلك الوقت، وعملت فيما بعد على برمجة المدارس. في عام 1958 بدأت ش العمل لدى الفيلسوف الهندي
كريشنامورتي وبقي لمدة عشرين عاما تقريبا.
ماري كادوجان بدأت حياتها المهنية الكتابة في وقت متأخر ولكن كتابها الأول أنت طابوقة، أنجيلا! كان نجاحًا فوريًا. وقد ظهرت مقالاتها عن تاريخ خيال الأطفال في عدد من المجلات. كتبت سيرة ذاتية بارزة لريتشمال كرومبتون، الذي كتب فقط ويليام. التقت بها لأول مرة في أواخر الأربعينيات، لكنها ذكرت أنها كانت تخجل من طرح أي أسئلة حول كتاباتها
كانت محررة في مجلة فقط مجتمع ويليام لسنوات عديدة كما قامت بتحرير المجلة
خلاصة كتاب جامعي القصص بين عامي 1987 و 2005. كما كانت عضوًا في فريق
نادي لندن القديم للكتابكتبها، بما في ذلك تعاونها مع
باتريشيا كريغ، غطت مجموعة واسعة من الخيال الشعبي.
تمت مقابلتها في برنامج غايلز براندريث في الذكرى المئوية لبيلي بونتر الذي تم بثه على راديو بي بي سي 4 في عام
فبراير 2008.
كان لديها وصفة كعكة الجزر 5 نجوم على بي بي سي، مع أكثر من 1500 مراجعة.
توفيت ماري كادوغان في 29 سبتمبر 2014.

## الجوائز
- Honorary Doctor of Letters from Lancaster University, 2009

## الكتب المنشورة
- You're a Brick, Angela! The Girls' Story from 1839-1975 (with Patricia Craig) (1976) (updated and revised edition 1986) ISBN 0-575-03825-X
- Women and Children First: The Fiction of Two World Wars (with Patricia Craig) 1978)
- Richmal Crompton: The Woman Behind William (1986) ISBN 0-7509-3285-6
- The Lady Investigates: Women Detectives and Spies in Fiction (with Patricia Craig) (1986) ISBN 0-19-281938-0
- Frank Richards: The Chap Behind the Chums (1988) ISBN 0-905882-01-6
- Chin Up, Chest Out, Jemima: A Celebration of the Schoolgirls' Story (1989)
- The William Companion (1991) ISBN 0-333-51184-0
- Women with Wings: Female Flyers in Fact and Fiction (1992)
- And Then Their Hearts Stood Still: An Exuberant Look at Romantic Fiction Past and Present (1994)
- Just William Through the Ages (1994) ISBN 0-333-62097-6
- Mary Carries on: Reflections on Some Favourite Girls' Stories (2008) كما أنها كتبت فصلاً كاملاً عن مجلات الفتيات الهزلية في كتاب دي سي طومبسون للمتعة.

## روابط خارجية
- Interview with Mary Cadogan